# بيتر فوكس (أمين مكتبة)
بيتر فوكس (بالإنجليزية: Peter Fox)‏ هو أمين مكتبة بريطاني، ولد في 23 مارس 1949.